# (2330) Ontake
(2330) Ontake ist ein im äußeren Hauptgürtel gelegener Asteroid, der am 18. Februar 1977 von den japanischen Astronomen Hiroki Kōsai und Kiichirō Furukawa am Kiso-Observatorium (IAU-Code 381) der Universität Tokio entdeckt wurde. Sichtungen des Asteroiden hatte es vorher schon am 16. und 21. März 1972 unter der vorläufigen Bezeichnung 1972 FG am Krim-Observatorium in Nautschnyj gegeben.
Der mittlere Durchmesser des Asteroiden wurde mit 33,061 km (± 0,197) berechnet. Die Albedo von 0,040 (± 0,008) weist auf eine dunkle Oberfläche hin.
(2330) Ontake wurde am 1. März 1981 nach dem Schichtvulkan Ontake benannt, der sich in der Nähe des Kiso-Observatoriums befindet. In der Widmung hervorgehoben wurde der erste Ausbruch des Ontake in der bekannten Geschichte im Oktober 1979. Weitere Asteroiden, die mit Bezug zum Kiso-Observatorium benannt wurden, sind (2271) Kiso, (2470) Agematsu, (2924) Mitake-mura und (2960) Ohtaki.